# ژوآنا هیبیرو
ژوآنا هیبیرو (پرتغالی: Joana Ribeiro؛ زادهٔ ۲۵ مارس ۱۹۹۲) بازیگر و مدل اهل پرتغال است.
از فیلم‌ها یا برنامه‌های تلویزیونی که وی در آن نقش داشته است، می‌توان به کشتی، بی‌نهایت، مردی که دن کیشوت را کشت، فاتیما اشاره کرد.